# José Polo Benito
José Polo Benito (Salamanca, 27 de enero de 1879 - Toledo, 23 de agosto de 1936) fue un clérigo y escritor español, deán de las catedrales de Plasencia y Toledo, presidente y consejero de la Caja de Ahorros y Monte de Piedad de Plasencia y promotor del viaje de Alfonso XIII a Las Hurdes en 1922.    

## Vida
Estudió en el Seminario de Salamanca los cuatro años de latín y 1.º de Filosofía, continuó en Ciudad Rodrigo 2.º y 3.º de Filosofía y 1.º de Teología. Volvió a Salamanca en 1897 para terminar los estudios, doctorándose en Teología y Cánones. Siendo todavía estudiante dirigió La Semana Católica.
Ordenado sacerdote en 1904, inició su actividad pastoral como coadjutor de Sancti-Spíritus (Salamanca). En 1905 fue nombrado catedrático de la Universidad de Salamanca, y capellán de las religiosas franciscanas de la ciudad; en 1907, Secretario de cámara del Obispado; en 1908, canónigo y examinador sinodal. En 1911 marchó a Plasencia como maestre-escuela de la catedral de esta ciudad; en 1912, secretario del Gobierno Eclesiástico y administrador de los fondos de esta diócesis; en 1913, gobernador eclesiástico por vacancia de la sede en 1913, y en 1918, deán de la catedral. Dirigió la revista Las Hurdes, organizó el Congreso Nacional Hurdanófilo celebrado en Plasencia y fundó y dirigió el periódico Regional (1907-1914). Participó en el Congreso Eucarístico Internacional de Viena, en el Congreso Social de las Asociaciones del Norte, celebrado en Plasencia, en la Asamblea de la Buena Prensa, en Zaragoza, y en el Congreso de Previsión Social de Barcelona.
El 25 de enero de 1923 fue nombrado deán de la catedral de Toledo, donde continuó su actividad pastoral y humanística.
Ingresó como académico en la RAH el 5 de abril de 1925, y fue asimismo vicepresidente del Consejo del Patronato de Previsión del Instituto Nacional de Previsión, presidente de la Comisión Provincial de Monumentos, de la Esclavitud de Nuestra Señora del Sagrario y de la Dirección de Peregrinaciones a Roma y Oriente. Colaboró con asiduidad en los periódicos ABC y Mundo Católico, así como Prensa Asociada, y dirigió la revista Tierra santa y Roma. También escribió para La Razón de Buenos Aires y otros periódicos y revistas extranjeros. Se presentó a las elecciones de las Cortes Constituyentes en 1931.
Murió asesinado, por el bando republicano, al comienzo de la guerra civil española, fusilado en la Puerta del Cambrón de Toledo junto a un grupo de 80 personas, entre los cuales estaba al parecer Luis Moscardó, el hijo del coronel Moscardó, defensor del Alcázar de Toledo y Manuel Basarán del Águila.
Desarrollo una intensas actividad intelectual y periodística, y fue condecorado con la Cruz de Oro del Santo Sepulcro de Jerusalén.
Fue beatificado junto con otros 497 mártires por el papa Benedicto XVI el 28 de octubre de 2007 en Roma. En su honor existe en Salamanca la Calle Déan Polo Benito.
Su cuerpo incorrupto actualmente está en la capilla del Sagrado Corazón de Jesús en la Catedral de Toledo